# GLUI
No desenvolvimento de software, GLUI (OpenGL Utility Interface) é uma biblioteca do OpenGL utilizada para a construção de interfaces de janelas, assim como botões, caixas de seleção, listas de seleção, campos de texto, etc.
Esta biblioteca foi baseada no OpenGl e escrita totalmente em C++, tornando-a independente de plataformas.
A Glui tem um interface simples de programação, possibilitando a fácil manutenção e criação te telas e janelas múltiplas, fornecendo widgets básicos de interação com o usuário, como eventos de mouse.
Todas as funções possuem um prefixo glui, caracterizando a utilização de funções desta biblioteca